# Peasjön
Peasjön är en sjö i Svenljunga kommun i Västergötland och ingår i Viskans huvudavrinningsområde. Sjöns area är 0,047 kvadratkilometer och den befinner sig 206 meter över havet.